# Planungsrecht

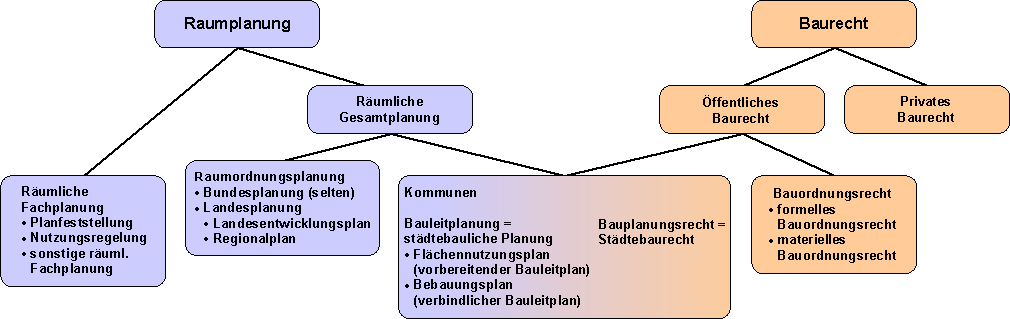
Raumplanung und Baurecht

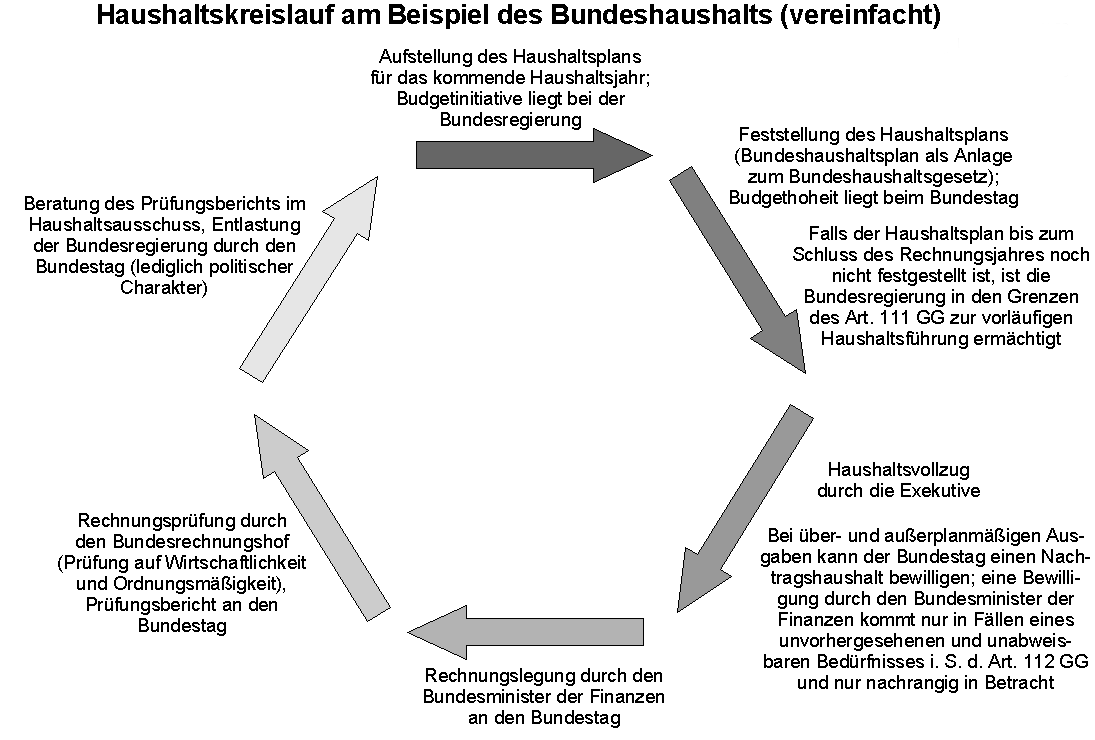
Haushaltskreislauf am Beispiel des Bundeshaushalts

Planungsrecht ist solches Recht, dessen Charakter nicht – wie bei Rechtsnormen üblich – konditional, sondern final ist. Mit anderen Worten stellt Planungsrecht keine Wenn-dann-Regeln zur Anwendung auf eine unbestimmte Vielzahl von Fällen auf, sondern ist erfolgsorientiert. Zu nennen sind hier insbesondere das Fachplanungs- und Bauplanungsrecht sowie das Haushaltsrecht.

## Handlungsformen des Planungsrechts
Eine eigene Handlungsform stellt der Plan dabei jedoch nicht dar; er ist vielmehr als formelles Gesetz (etwa der Haushaltsplan), Rechtsverordnung (etwa ein Regionalplan), Satzung (Bebauungsplan) oder als ein Verwaltungsakt (Planfeststellungsbeschluss) zu qualifizieren.

## Kompetenzverteilung
Falls ein bestimmtes Planungsrecht weder der Legislative, noch der Exekutive eindeutig zugeordnet werden kann, so obliegt der Exekutive jedenfalls die Planvorbereitung. Soweit es sich nicht um „Kernbereiche exekutivischer Eigenverantwortung“ der Regierung handelt, kann das Parlament grundlegende Fragen auch selbst entscheiden.
Ein Beispiel hierfür ist das Haushaltsrecht. Die haushaltsrechtliche Planung ist weder der Exekutive noch der Legislative eindeutig zuzuordnen. So liegt neben dem Haushaltsvollzug auch die Planungsvorbereitung, hier das Aufstellen des Haushaltsplans und dessen Einbringung in den Gesetzgebungsprozess (Budgetinitiative), bei der Exekutive, während die Feststellung des Haushalts (Budgethoheit) der Legislative obliegt.